# Juan M. Arellano
Juan Marcos Arellano y de Guzmán (Manila, 25 de abril de 1888-Manila, 5 de diciembre de 1960) más conocido como Juan M. Arellano, fue un arquitecto filipino, sus obras más conocidas son el Teatro Metropolitano de Manila (1935), el Museo Nacional de Bellas Artes (1926), la Oficina Central de Correos de Manila (1926), el Complejo Deportivo Rizal Memorial (1934), la Iglesia Central de Estudiantes (hoy conocida como Iglesia Metodista Central Unida, 1932), el antiguo Ayuntamiento Municipal de Jaro (1934) y el antiguo Ayuntamiento de Iloilo (1935) en Iloilo, el Capitolio Provincial de Negros Occidental (1936), el Capitolio Provincial de Cebú (1937), la Rama Principal del Banco de las Islas Filipinas en Cebú (1940), el Edificio del Capitolio Provincial de Misamis Occidental (1935), el Ayuntamiento de Cotabato (1940) y el Puente Jones durante la época anterior a la guerra.

## Biografía
Juan M. Arellano nació el 25 de abril de 1888 en Tondó, Manila, Filipinas siendo hijo de Luis C. Arellano y Bartola de Guzmán. Arellano se casó con Natividad Ocampo el 15 de mayo de 1915. Tuvo ocho hijos, Oscar, Juanita, Cesar, Salvador, Juan Marcos, Luis, Gloria y Carlos.
Asistió a la Universidad Ateneo de Manila y se graduó en 1908. Su primera pasión fue la pintura y se formó con Lorenzo Guerrero, Toribio Antillón y Fabián de la Rosa. Sin embargo, se dedicó a la arquitectura y fue enviado a Estados Unidos como uno de los primeros pensionados en arquitectura, después de Carlos Barreto, quien fue enviado al Instituto Drexel en 1908; Antonio Toledo, que fue a la Universidad Estatal de Ohio; y Tomás Mapúa, que se fue a la Universidad Cornell.
Arellano fue a la Academia de Bellas Artes de Pensilvania en 1911 y posteriormente se trasladó a la Universidad Drexel para terminar su licenciatura en Arquitectura. Se formó en Bellas Artes y posteriormente trabajó para George B. Post & Sons en Nueva York, donde trabajó para Frederick Law Olmsted, Jr.
Luego regresó a Filipinas para comenzar una práctica con su hermano, Arcadio. Más tarde se unió a la Oficina de Obras Públicas justo cuando los últimos arquitectos estadounidenses, George Fenhagen y Ralph H. Doane, se iban. Luego, él y Tomás Mapúa fueron nombrados arquitectos supervisores. En 1927, tomó una licencia de estudios y se fue a los Estados Unidos, donde recibió una gran influencia de la arquitectura Art Deco.
En 1930, regresó a Manila y diseñó el Capitolio Provincial de Bulacan y, en particular, el Teatro Metropolitano de Manila, que entonces se consideró controvertidamente moderno. Continuó actuando como arquitecto consultor para la Oficina de Obras Públicas, donde supervisó la producción del primer plan de zonificación de Manila. En 1940, él y Harry Frost crearon un diseño para Ciudad Quezon, que se convertiría en la nueva capital de Filipinas.

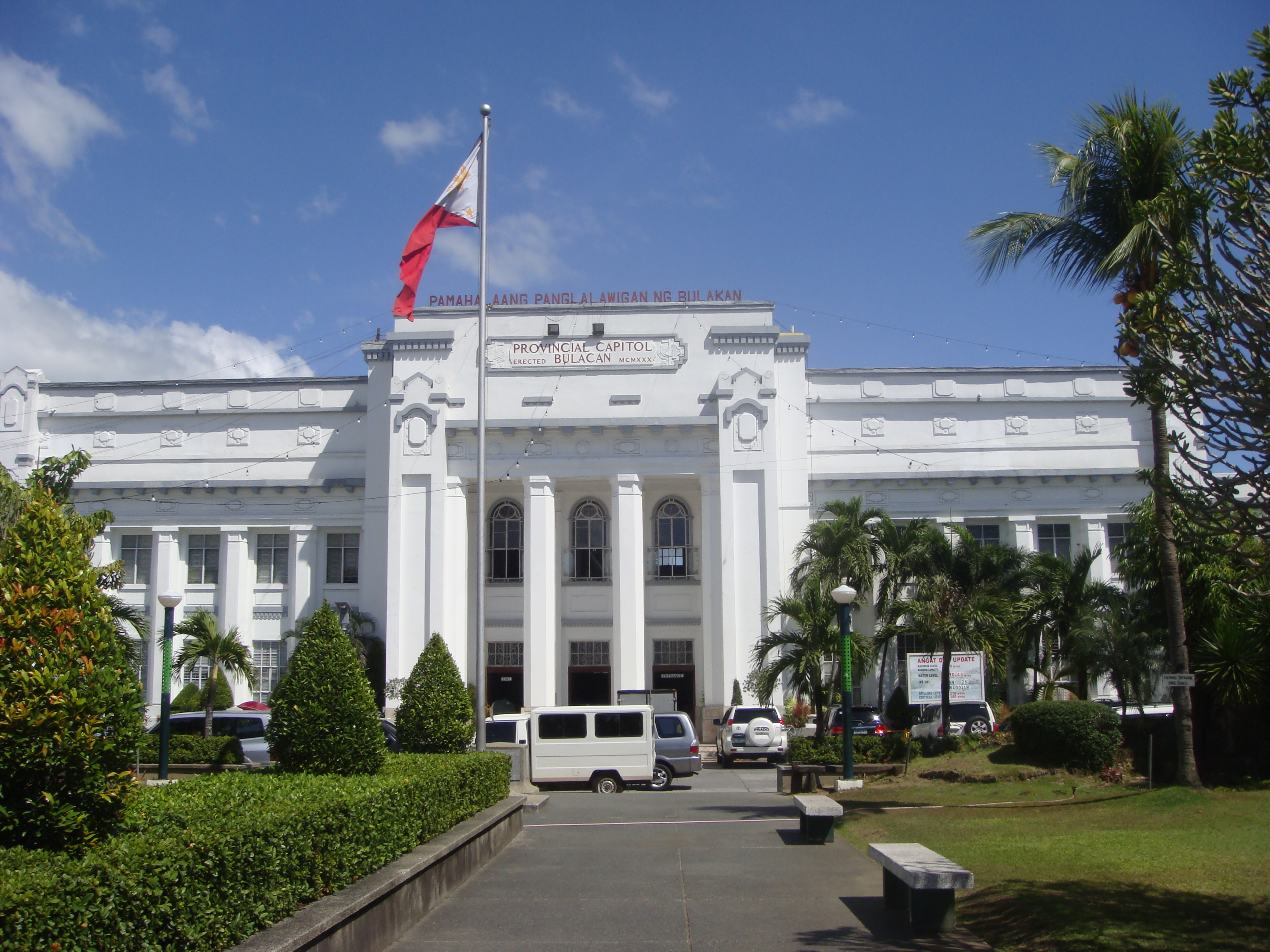
Capitolio Provincial de Bulacan en la ciudad de Malolos construido en 1930 diseñado por Juan Arellano.

Fue durante ese tiempo que diseñó el edificio que albergaría la Alta Comisión de Estados Unidos en Filipinas, más tarde la Embajada de los Estados Unidos en Manila. Diseñó una heredad a lo largo del borde de la bahía de Manila, que presentaba una mansión de estilo misión que aprovechó la vista de la costa. En cambio, los estadounidenses optaron por un edificio de estilo federal que terminó siendo demasiado caro e incómodo.
Durante la Segunda Guerra Mundial, el Edificio Legislativo y el Puente Jones fueron totalmente destruidos y el Edificio de Correos sufrió graves daños. Si bien todas estas estructuras fueron reconstruidas, sus diseños originales no se siguieron y se consideraron réplicas deficientes.
Arellano se jubiló en 1956 y volvió a pintar. En 1960, expuso su trabajo en la Asociación Cristiana de Jóvenes (YMCA) de Manila. Falleció a la edad de 72 años el 5 de diciembre de 1960.